# Сільє Нурендал
Сільє Нурендал (норв. Silje Norendal, нар. 1 вересня 1993, Конгсберг, Норвегія) — норвезька сноубордистка, представниця клубу «Конгсберг ІФ». Учасниця зимових Олімпійських ігор (2014). Стійка — регуляр.

## Життєпис
Сільє Нурендал народилася в норвезькому місті Конгсберг. Перший сноуборд отримала у віці 4 років, однак займалася у дитинстві й іншими видами спорту, які, втім, не змогли перевершити її захопленість сноубордингом. На міжнародній арені Сільє дебютувала у 2007 році на турнірі в Капруні. У віці 17 років Нурендал стала наймолодшою учасницею Winter X Europe 2011 та здобула «срібло» цього престижного змагання. Два роки потому норвежці підкорилася найвища сходинка п'єдесталу на європейських змаганнях, а ще через рік вона здобула «золото» Всесвітніх ексремальних ігор у Аспені.
У 2014 році взяла участь в зимових Олімпійських іграх у Сочі. У слоупстайлі зайняла 11 підсумкове місце.

## Досягнення
- Переможниця Всесвітніх зимових екстремальних ігор (1): 2014 (слоупстайл)
- Переможниця Європейських зимових екстремальних ігор (1): 2013 (слоупстайл)
- Срібна призерка Європейських зимових екстремальних ігор (1): 2011